# Port Hajfa
Port Hajfa (hebr. נמל חיפה) (UN/LOCODE: ILHFA) – międzynarodowy port morski położony w mieście Hajfa, w naturalnej Zatoce Hajfy we wschodniej części Morza Śródziemnego. Jest to największy z trzech międzynarodowych portów morskich Izraela. Przez cały rok obsługuje statki towarowe i pasażerskie. W porcie przeładowuje się 22 mln t towarów rocznie. Port jest zarządzany przez spółkę Haifa Port Ltd., z siedzibą w Hajfie.

## Historia
Od prehistorycznych czasów Zatoka Hajfy była naturalnym schronieniem dla żeglarzy. Gdy w 1100 krzyżowcy zdobyli Hajfę, stała się ona ważnym miastem portowym wschodniej części Morza Śródziemnego. W 1265 Hajfę zdobyli i zniszczyli Mamelucy i od tego czasu miasto pozostawało w stanie ruiny do XVII wieku, a na pierwszy plan wysunęła się wówczas pobliska Akka. Port w Hajfie do XVIII wieku miał reputację siedziby piratów.
W 1761 beduiński władca Akki, Daher el-Omar zdobył Hajfę. Miasto zostało wówczas odbudowane w nowym miejscu, z nowymi murami obronnymi. Po śmierci El-Omara w 1775 miasto pozostawało pod władzą Imperium Osmańskiego do 1918.
Punktem zwrotnym w historii Hajfy okazało się osiedlenie w mieście w 1868 niemieckich chrześcijan z ruchu Tempelgesellschaft. Utworzyli oni w Hajfie niemiecką kolonię, przy której powstała elektrownia, fabryki i linia kolejowa łącząca miasto z Akką, Nazaretem i Tyberiadą. Był to kluczowy moment w modernizacji miasta. Jednak pierwszą osobą, która doceniła znaczenie portu w Hajfie był Theodor Herzl (twórca ruchu syjonistycznego), który w 1898 odwiedził Hajfę. W swojej książce „Altneuland” zawarł on proroczy opis miasta.
Budowa nowoczesnego portu morskiego rozpoczęła się w 1922. W wyniku prac melioracyjnych pozyskano grunty pod budowę biur portowych i magazynów. 31 października 1933 odbyła się uroczystość oficjalnego otwarcia portu, w której przewodniczył brytyjski komisarz mandatu Palestyny, gen. sir Arthur Grenfell Wauchope. Port umożliwił rozwój Hajfy, która bardzo szybko rozwinęła się w nowoczesne przemysłowe miasto będące ważnym punktem przeładunku ropy naftowej. Liczba mieszkańców miasta wynosiła w 1936 100 tys. osób.
W okresie międzywojennym Żydzi traktowali port jako bramę dla tysięcy imigrantów napływających do Palestyny. Po zakończeniu II wojny światowej w Palestynie nasiliły się walki pomiędzy Żydami a Arabami. Skala starć powoli przybierała rozmiary wojny domowej. Rząd brytyjski zdawał sobie sprawę, że sytuacja w mandacie Palestyny wymyka się spod kontroli, dlatego 2 kwietnia 1947 oficjalnie przekazał sprawę Palestyny do ONZ. 29 listopada 1947 Zgromadzenie Ogólne Organizacji Narodów Zjednoczonych przyjęło Rezolucję nr 181 w sprawie podziału Palestyny. Hajfę uznano za część równiny przybrzeżnej, którą przyznano państwu żydowskiemu.
Żydzi uznali Hajfę za strategiczne miasto portowe, które odgrywa kluczową rolę w sprawowaniu kontroli nad całą Galileą. Dlatego uznano przejęcie kontroli nad miastem za jeden z najważniejszych celów wojny domowej 1947–1948. Brytyjczycy wycofali swój kontyngent wojskowy z Hajfy 21 kwietnia 1948. Żydowska Hagana w całkowitej tajemnicy przegrupowała swoje brygady i tego samego dnia z zaskoczenia zaatakowała miasto. Po dwóch dniach walk 23 kwietnia 1948 Żydzi opanowali Hajfę.
Po 1948 port w Hajfie stał się jednym z najważniejszych punktów, do którego docierali żydowscy imigranci z całego świata, tłumnie przybywający do nowo proklamowanego państwa Izrael. Port służył Izraelowi jako brama do reszty świata, pomógł rozwinąć się państwu żydowskiemu w gospodarczą potęgę Bliskiego Wschodu.
W lutym 2005 rząd po przeprowadzeniu reformy strukturalnej izraelskiego przemysłu portowego, utworzył niezależne przedsiębiorstwo Haifa Port Ltd..
W 2010 roku oddano do użytku nowy terminal kontenerowy Carmel, mogący przyjmować przy wybrzeżu o długości 700 m dwa kontenerowce do 15 300 TEU. Swoją pełną sprawność nowy terminal uzyskał w połowie 2011 roku. W 2015 roku rozpoczęto pracę na kolejnym terminalem, Haifa Bay. W wyniku przetargu jego operatorem została chińska grupa Shanghai International Port Group (SIPG). Terminal został ukończony w 2021 roku.
W styczniu 2020 rząd Izraela podjął decyzję o prywatyzacji portu. Ma go przejąć indyjskie przedsiębiorstwo Adani Ports oraz izraelska grupa Gadot, zajmująca się logistyką i chemikaliami. Wartość transakcji wynosi 4,1 mld szekli. Planowana data zakończenia negocjacji to 27 listopada 2022.

### Katastrofy i incydenty
Port był widownią dwóch morskich incydentów:
- 25 listopada 1940 statek „Patria” z 1800 nielegalnych żydowskich imigrantów usiłował wpłynąć do portu w Hajfie. Brytyjskie okręty wojenne ostrzelały i zatopiły „Patrię”. Zginęło 260 osób, a 172 zostały ranne. Ocaleni imigranci zostali deportowani do położonych na wyspach Mauritius i Trynidad obozów dla internowanych[19].
- 30 sierpnia 2007 izraelski statek towarowy M/V „Shelly” zatonął po kolizji ze statkiem pasażerskim „Salamis Glory”. W wypadku zginęło dwóch członków załogi[20].

## Nawigacja
Przed wejściem do portu znajduje się kotwicowisko, dające w Zatoce Hajfy bezpieczne schronienie dla statków nawet w najcięższe zimowe sztormy. Nad zatoką góruje góra Karmel (546 m n.p.m.), na której w 1864 wybudowano latarnię morską Har Carmel.
Przy wchodzeniu do portu obowiązuje korzystanie z pomocy pilota, który wchodzi na pokład statków w odległości około 1 mili morskiej od falochronu portowego. W porcie dostępne są 3 holowniki typu „Voith”.

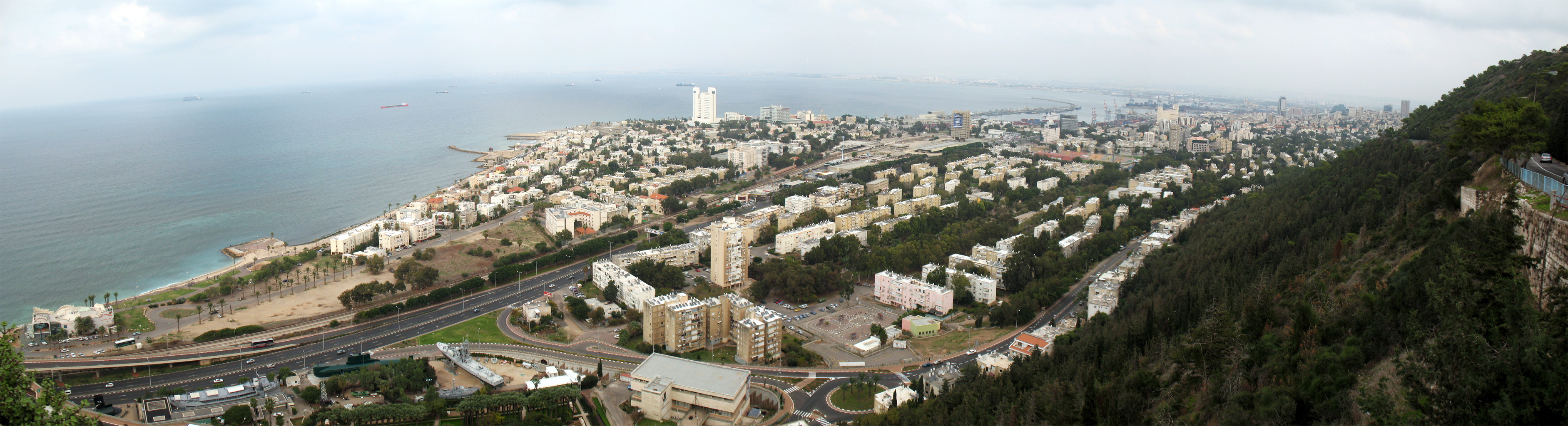
Panorama Zatoki Hajfy i kotwicowiska portu Hajfa

## Struktura portu

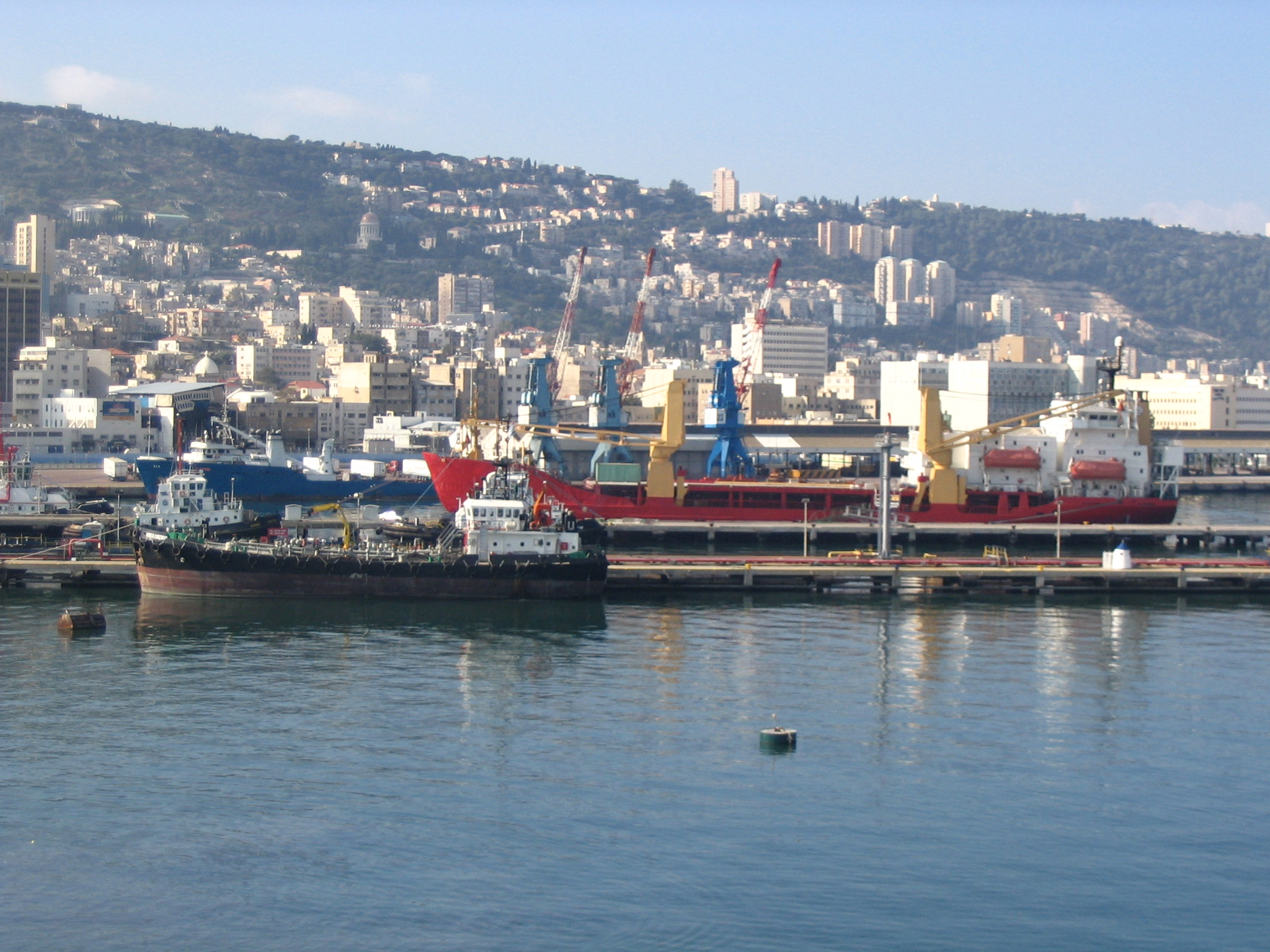
Historyczny Port Hajfa

Port Hajfa obejmuje rozległy obszar i ma trzy główne porty:
- Historyczny port w Hajfie – zachodni terminal kontenerowy, terminal pasażerski, terminal i pomosty rozładunkowe statków RORO, pomosty rozładunkowe masowców oraz magazyny i silos Dagon Grain.
- Wschodni terminal kontenerowy – największy w Izraelu port przeładunkowy kontenerów położony na nabrzeżu Hof-Shemen.
- Strefa Kiszon – terminale chemiczne, pomosty rozładunkowe masowców (rozbudowywane), port rybacki i marina dla jachtów[23].

### Historyczny port
Historyczny port stanowi główną część Portu Hajfa. Port jest chroniony dwoma falochronami: głównym północno-zachodnim o długości 2 826 m i drugim wschodnim o długości 765 m. Szerokość kanału wejściowego pomiędzy falochronami wynosi 183 m. Kanał ma głębokość 13,8 m. Długość wszystkich nabrzeży wynosi 3 330 m
Lista portowych nabrzeży:
| Nabrzeże nr    | Przeznaczenie                     | Długość (m) | Głębokość (m) | Uwagi                   |
| -------------- | --------------------------------- | ----------- | ------------- | ----------------------- |
| 1-4            | towarowe, roro                    | 497         | 4,6–10,0      |                         |
| 5-6            | towarowe, pasażerskie             | 259         | 10,0–11,5     |                         |
| 7              | masowce                           | 158         | 11,5          |                         |
| 8–9            | terminal zbożowy                  | 232         | 13,8          | w pełni zautomatyzowany |
| 10–11          | zachodni terminal kontenerowy     | 396         | 8,5–10,5      |                         |
| 12             | roro, promy                       | 224         | 8,0           |                         |
| molo postojowe | pasażerskie                       | 110 (2x55)  | 7,5           | dłuższe postoje statków |
| molo naftowe   | tankowce                          | 800 (2x400) | 10,7          |                         |
| molo serwisowe | pasażerskie i jednostki serwisowe | 560 (2x280) | 5,5–10,0      |                         |
| Delfiny        | tankowce, chemikaliowce           | 296         | 10,2–10,8     | zbiorniki na chemikalia |

Nowoczesny terminal pasażerski może obsłużyć 600 tys. pasażerów rocznie. Wewnątrz terminalu znajduje się poczekalnia, sklepy, bar szybkiej obsługi i różne punkty usługowe. Do portu w Hajfie zawijają dwa typy statków pasażerskich. Są to typowe statki rejsowe oraz wycieczkowce, które zatrzymują się w Hajfie na 1–2 dni. Nabrzeże terminalu pasażerskiego umożliwia jednoczesne zacumowanie trzech statków pasażerskich obok siebie. Przy terminalu znajduje się stacja kolejowa Hajfa Merkaz-ha-Szemona, dworzec autobusowy oraz przebiegają główne drogi miasta.
Na terenie historycznego portu znajduje się także terminal zbożowy o nominalnej pojemności 90 tys. t. Silos jest zarządzany przez spółkę „Dagon” Israel Granaries Company Ltd..
Przeładunek towarów w Porcie Hajfa (w tysiącach ton):

### Wschodni terminal kontenerowy

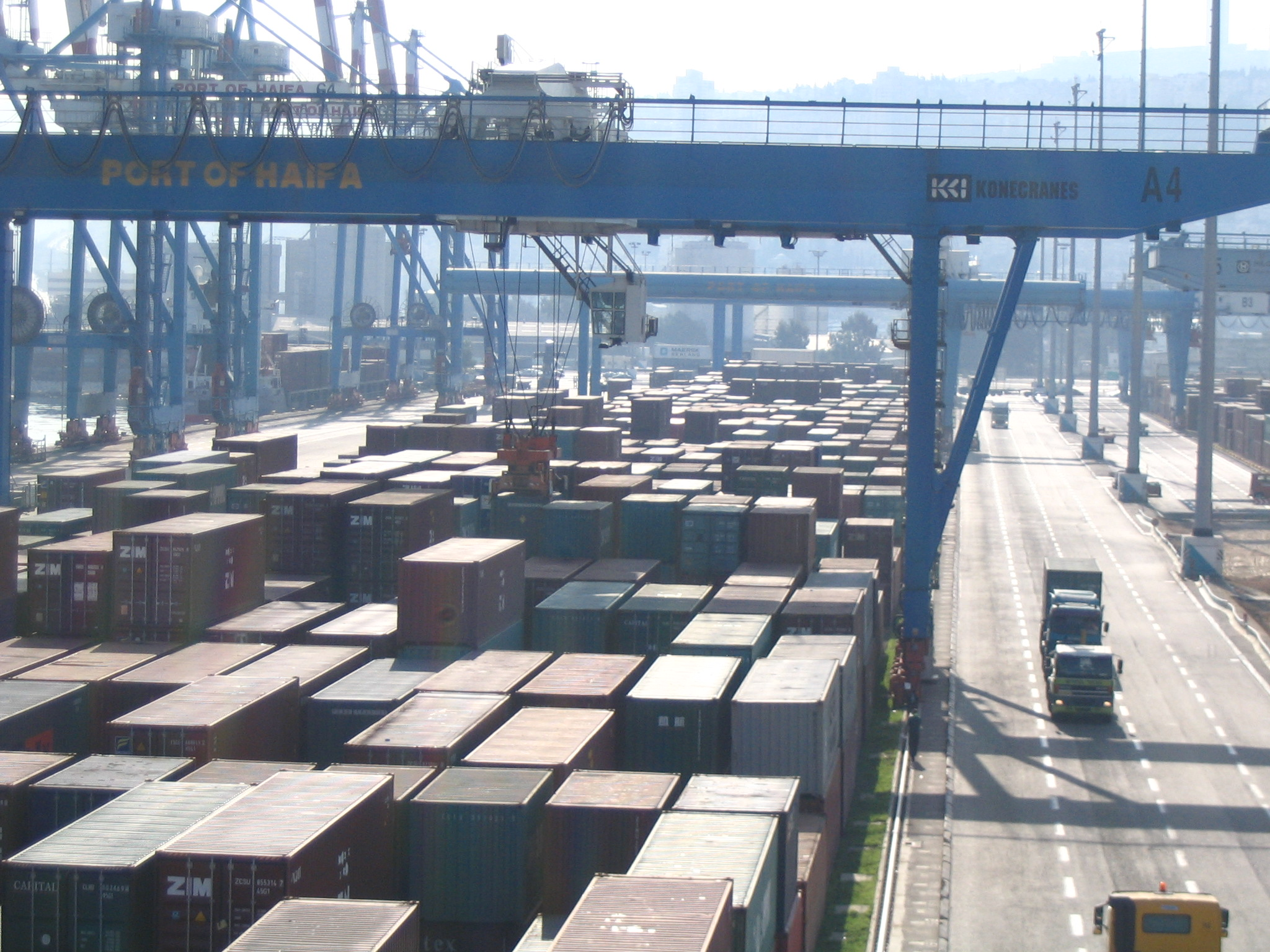
Terminal kontenerowy w Hajfie

Największy terminal kontenerowy Izraela (przeładowuje 65% kontenerów w kraju) jest usytuowany przy nabrzeżu Hof-Shemen. Zajmuje on powierzchnię 400 000 m². Długość nabrzeża wynosi 960 m, a głębokość kanału 14 m. Terminal może obsługiwać statki Panamax o ładowności 35 t. W 2005 port w Hajfie obsłużył 1 123 000 kontenerów, a wydajność żurawi portowych wynosiła 22–25 ruchów na godzinę.
Lista portowych nabrzeży:
| Nabrzeże nr | Przeznaczenie | Długość (m) | Głębokość (m) | Uwagi |
| ----------- | ------------- | ----------- | ------------- | ----- |
| Wschodnie   | kontenerowce  | 1 040       | 12,5          |       |

Przeładunek kontenerów w Porcie Hajfa (w tysiącach kontenerów):

### Strefa Kiszon
Port Kiszon leży we wschodniej części portu Hajfy przy rzece Kiszon. Port jest chroniony przez dwa falochrony o długościach 600 m i 350 m. Główny kanał ma długość 1045 m, szerokość 80 m (jest planowane poszerzenie do 120 m) i głębokość 12 m. Aktualnie trwają prace projektowe i budowlane przy rozbudowie wschodniej części Portu Kiszon. Nowe nabrzeża będą miały długość 580 m i powierzchnię 20 ha. Z dodatkowych obiektów znajdują się tutaj przystań rybacka oraz marina dla jachtów. Przy rzece Kiszon utworzono park, który jest wykorzystywany w celach rekreacyjnych i turystyczno-sportowych przez cały rok.
Port Hajfa specjalizuje się w przeładunku i magazynowaniu różnorodnych substancji chemicznych i ropy naftowej. Większość prac przeładunkowych prowadzi się na terminalach północnym i południowym:
- Północny Terminal Chemiczny znajduje się w północnej części Portu Kiszon. Lokalizacja tego obiektu nie jest przypadkowa, ponieważ terminal jest blisko położony rafinerii i innych zakładów chemicznych. Ważnym czynnikiem jest także duża odległość od obszarów zamieszkanych. Przy nabrzeżach tego terminalu mogą być rozładowywane jednocześnie trzy tankowce[23].
- Południowy Terminal Chemiczny znajduje się na końcu drobnicowego nabrzeża w Porcie Kiszon. Znajduje się tutaj około 70 zbiorników, które są zarządzane przez spółkę Gadot Terminals Ltd.[23].

Duże tankowce są rozładowywane na redzie portu, przy zakotwiczonej specjalnej instalacji portowej. Ropa naftowa rozładowana na redzie jest przetłaczana podwodnym rurociągiem do zbiorników w porcie.
Lista portowych nabrzeży:
| Nabrzeże nr                   | Przeznaczenie | Długość (m) | Głębokość (m) | Uwagi |
| ----------------------------- | ------------- | ----------- | ------------- | ----- |
| 1-4                           | towarowe      | 625         | 10,1          |       |
| Północny Terminal Chemiczny   | chemikaliowce | 340         | 4,5-9,0       |       |
| Południowy Terminal Chemiczny | chemikaliowce | 60          | 8,5           |       |
| Przystań rybacka              |               | 325         | 4,0           |       |

Przeładunek chemikaliów w Porcie Hajfa (w tysiącach ton):

### Stocznia
W porcie znajduje się stocznia, która zajmuje nabrzeże o długości 900 m. Stocznia dysponuje dwoma dokami pływającymi o pojemności 20 000 t. i 1 100 t. Urządzenia nabrzeżne posiadają zdolność wyciągania na brzeg statków do 60 t. Głębokość kanału przy stoczni wynosi 11,5 m.

### Port wojenny
W porcie znajduje się baza marynarki wojennej. Jest to główna baza flotylli okrętów podwodnych. Dodatkowo stacjonuje tutaj 3 Flotylla okrętów rakietowych i Jednostka 914 łodzi patrolowych. Głównym zadaniem bazy jest zapewnienie bezpieczeństwa szlaków żeglugowych Izraela. Prowadząc rutynowe zadania bojowe związane z utrzymywaniem bezpieczeństwa żeglugi, okręty z bazy w Hajfie ćwiczą z pozostałymi jednostkami Marynarki Wojennej Izraela.
W Porcie Hajfy znajduje się także główna baza szkoleniowa izraelskiej marynarki. Baza szkoleniowa składa się ze szkoły oficerskiej, szkoły dowodzenia morskiego, szkoły podwodniaków, szkoły rakietowców, szkoły technicznej i szkoły morskiego patrolu. Kadeci podczas szkolenia przechodzą praktyki na okrętach wojennych bazujących w bazie. W zależności od rodzaju kursu praktyki trwają od 7 tygodni do 20 miesięcy.

## Statystyka
Przez Port Hajfa przechodzi około 30 milionów ton towarów rocznie. Każdego roku przez port eksportuje się na cały świat dziesiątki tysięcy kontenerów z meblami, żywnością, odzieżą i innymi produktami izraelskimi. Przeciętnie każdego dnia eksportuje się sześć kontenerów z bromem (rocznie ponad 2000). Wśród towarów eksportowanych znajdują się także substancje niebezpieczne oraz broń. W porcie rozładowuje się ropę naftową i inne chemikalia, które następnie przechowuje się w zbiornikach na terenie portu. Urządzenia portowe są obsługiwane przez ponad tysiąc pracowników, jednak okresowo przy obsłudze licznych statków pasażerskich na terenie portu może znajdować się nawet do pięciu tysięcy pracowników.
Udział procentowy towarów przeładowywanych w Porcie Hajfa (dane za 2006):
- kontenery z różnymi towarami – 11 448 000 ton – 60%.
- ropa naftowa – 2 914 000 ton – 15%.
- zboże hurtowo – 2 385 000 ton – 12%.
- chemikalia – 987 000 ton – 5%.
- zboże w workach – 922 000 ton – 5%.
- inne towary – 557 000 ton – 3%.

W 2007 przedsiębiorstwo Haifa Port Ltd. uzyskało przychód w wysokości 900 mln NIS i zysk 140 mln NIS. W 2019 roku przychody wyniosły 746 mln, zyski 155 mln, a zysk operacyjny 87,6 mln NIS.
W 2020 roku w porcie przeładowano 1,47 mln TEU kontenerów, o 6% więcej niż w poprzednim rekordowym 2018.

## Komunikacja
W bezpośrednim sąsiedztwie portu znajdują się dwie stacje kolejowe Rakewet Jisra’el: Hajfa Merkaz-ha-Szemona i Hajfa Bat Gallim. Przy porcie znajduje się także port lotniczy Hajfa, a obok przebiegają droga ekspresowa nr 4  (Netiw ha-Asara–Kefar Rosz ha-Nikra) i autostrada nr 22 .

## Przedsiębiorstwa armatorskie
Z portu w Hajfie korzystają następujące przedsiębiorstwa żeglugowe:
- China Shipping
- China Ocean Shipping Company – COSCO
- Compañía Sudamericana de Vapores – CSAV
- Hamburg Süd
- Hapag-Lloyd
- Medditerranean Shipping Company – MSC
- Orient Overseas Container Line – OOCL
- Zim Integrated Shipping Services – ZIM